# Felix Schmidt (Politiker)
Felix Schmidt (* 13. Dezember 1885 in Magdala; † 20. April 1932) war ein deutscher Politiker. Er war Mitglied der Zentrale der KPD und der Reichsleitung der KPD (Opposition) (KPO).

## Leben
Schmidt erlernte den Beruf des Druckers und ging anschließend auf Wanderschaft. Er arbeitete längere Zeit in Hannover und Bremen. 1900 wurde er Mitglied im Arbeiter-Turnerbund, 1904 trat er der SPD und der Gewerkschaft bei. Während des Ersten Weltkrieges gehörte Schmidt der Leitung der Bremer Linksradikalen an und war ab November 1918 Sekretär der Internationalen Kommunisten Deutschlands (IKD) in Bremen. Er war Delegierter auf dem Gründungsparteitag der KPD in Berlin (30. Dezember – 1. Januar 1919). Schmidt nahm führend an der Bremer Räterepublik 1919 teil. Ende 1919 wurde er Sekretär der KPD in Hannover, 1920 war er für einige Zeit inhaftiert. 
Felix Schmidt wurde auf dem VII. Parteitag der KPD in Jena im August 1921 in die Zentrale gewählt, ebenso auf dem VIII. Parteitag in Leipzig 1923. Er übernahm in Berlin die Funktion des Hauptkassierers der Zentrale. Im Herbst 1923 kam er als Polleiter des KPD-Oberbezirkes Südwest zunächst nach Frankfurt am Main, dann übernahm er 1923/1924 den KPD-Oberbezirk Südost (Lausitz, Schlesien). Bis zum IX. Parteitag 1924 in Frankfurt am Main war er nochmals für kurze Zeit Hauptkassierer der KPD. Bei den Wahlen im Mai 1924 wurde er im Wahlkreis 7 (Breslau) als Abgeordneter in den Reichstag gewählt, musste aber als „Rechter“ auf Druck der ultralinken Führung auf sein Mandat zugunsten von Alfred Hamann verzichten. Er war dann aber bis zum Ende der ersten Legislaturperiode im Dezember 1924 Mitglied des Landtages des Freistaats Preußen.
Anschließend lebte er längere Zeit in Moskau, arbeitete dort für die Internationale Rote Hilfe, da er in Deutschland polizeilich gesucht wurde. Er konnte erst 1926 wieder nach Deutschland zurückkehren. Er leitete dann zeitweilig alle KPD-Druckereien und gehörte der Leitung der Roten Hilfe Deutschlands an. Am 14. Juli 1929 wurde er als Anhänger der „rechten“ Opposition aus der KPD ausgeschlossen, Schmidt trat daraufhin der KPO bei und wurde Mitglied der KPO-Reichsleitung. Mit der Minderheit der KPO ging er 1932 zur SAP. Schmidt starb nach einer Magenoperation im April 1932.